# Verrucaria xyloxena
Verrucaria xyloxena är en lavart som beskrevs av Norman. Verrucaria xyloxena ingår i släktet Verrucaria och familjen Verrucariaceae.  Arten är reproducerande i Sverige. Inga underarter finns listade i Catalogue of Life.